# Вестмінстерська система

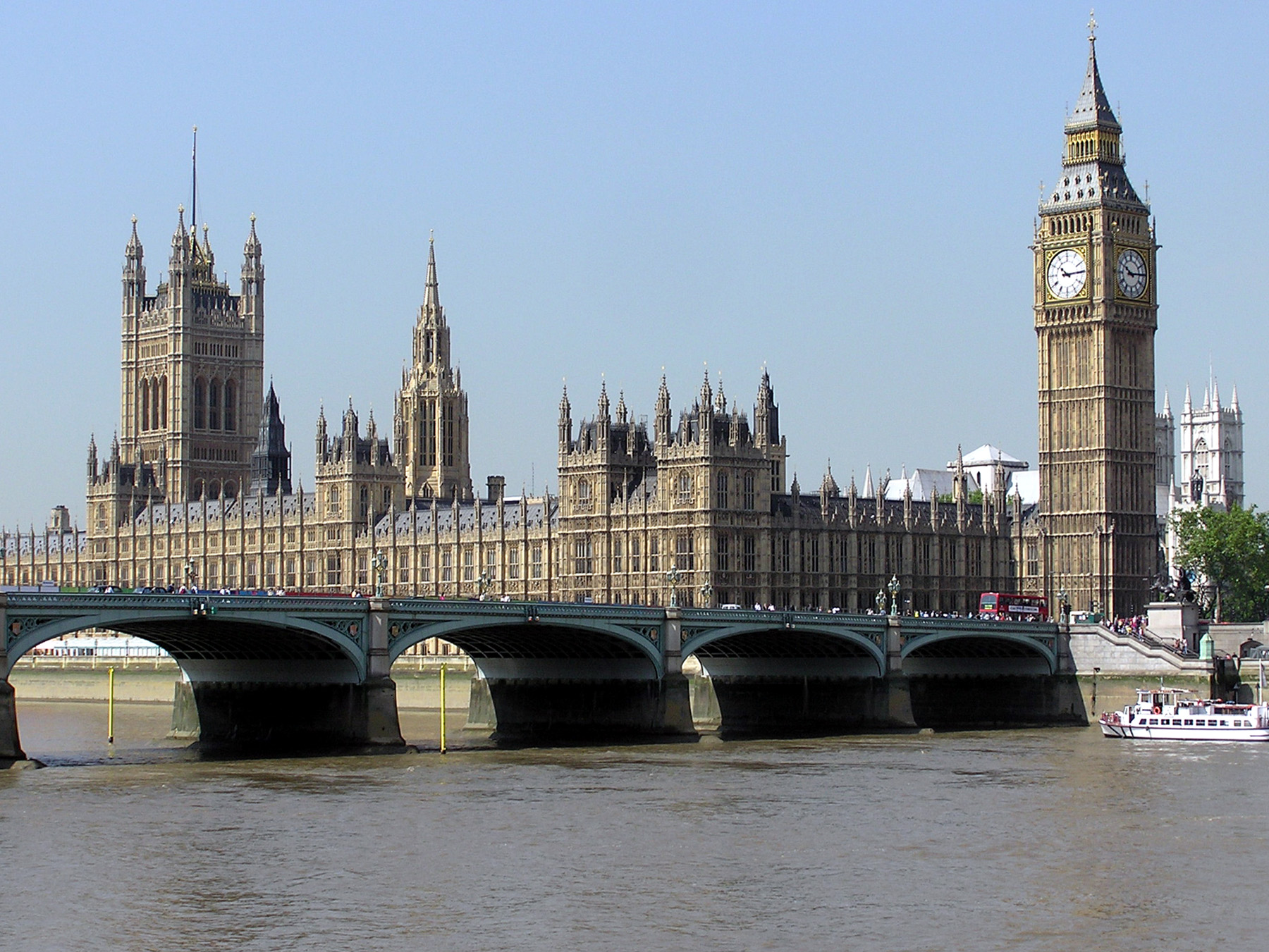
Вестмінстерський палац

Вестмі́нстерська систе́ма — демократична парламентська система, побудована на прикладі Великої Британії. Назва походить від Вестмінстерського палацу, де засідає парламент Сполученого Королівства. Рідше її називають вестмінстерською моделлю. Виникла у результаті довгої політичної еволюції британського суспільства, коли влада монарха поступовим шляхом була значно обмежена парламентом.
Вестмінстерська система була або залишається характерною для колишніх колоніальних держав Британської Співдружності Націй, зокрема Канади, Австралії, Нової Зеландії, Бангладешу. Початок її використанню поклали канадські провінції та австралійські колонії Великої Британії в середині XIX століття. На відміну від неписаної британської конституції, більшість країн з Вестмінстерською системою мають її закріпленою в своїх писаних конституціях.

## Характерні риси
- Глава держави, що вважається головою виконавчої гілки, проте зазвичай виконує тільки церемоніальні та представницькі функції. У Королівствах Співдружності (Канада, Австралія, Нова Зеландія та ін.) ці функції виконує генерал-губернатор. У виключних випадках використовує свої спеціальні права (reserve powers).
- Глава уряду — прем'єр-міністр, якого формально призначає (не має права не призначити) глава держави. Як правило, є главою партії, яка отримала більшість в парламенті.
- Злиття влад (fusion of powers). Де-факто виконавча гілка влади в країні — Кабінет, який набирається з членів парламенту. Партія, яка перемогла на виборах в Палату громад, визначає і склад уряду. Відтак, виконавча і законодавча гілки є переплетені, на відміну від президентських систем з чітким розділенням влади між цими двома гілками. Відсутність конфліктів з парламентом означає, що уряд має більшу свободу у проведенні своєї політики.
- Незалежна і позапартійна цивільна служба, яка дає поради і виконує рішення міністрів. Мало міняється від зміни політичного клімату в країні.
- Парламентська опозиція з офіційним лідером опозиції.
- Зазвичай діє двопалатний парламент, та мажоритарна система виборів, хоча є винятки.
- Можливість нижньої палати Парламенту висловити недовіру урядові прямо або через відмову приймати бюджет.
- Можливість прем'єр-міністра розпустити парламент і оголосити позачергові вибори.
- Можливість судів доповнювати законодавство, прийняте парламентом.

## Функціювання
Відзначають гнучкий характер вестмінстерської моделі. Виділення у виконавчій гілці глави держави дозволяє перенести суспільний негатив за провадження політики на прем'єр-міністра і зберегти важливий об'єднувальний символ для нації.
Відкидання парламентом бюджетного законопроєкту автоматично веде або до відставки уряду, або розпуску самого парламенту.